# Santa Maria della Salute (film)
Santa Maria della Salute este un film biografic sârbesc de lungmetraj și serial de televiziune omonim din 2016 scris și regizat de Zdravko Sotra despre poetul sârb Laza Kostić.
Lungmetrajul a avut premiera la Belgrad la 20 decembrie 2016, în timp ce serialul de televiziune cu 11 episoade a fost difuzat de Radio Televiziunea Sârbă în 2017.
Filmările principale au avut loc între 1 august și 4 noiembrie 2016, în peste 150 de locuri din Veneția, Sombor, Vršac, Novi Sad, Sremski Karlovci, Belgrad, Cetinje, Bar și Kotor.

## Rezumat

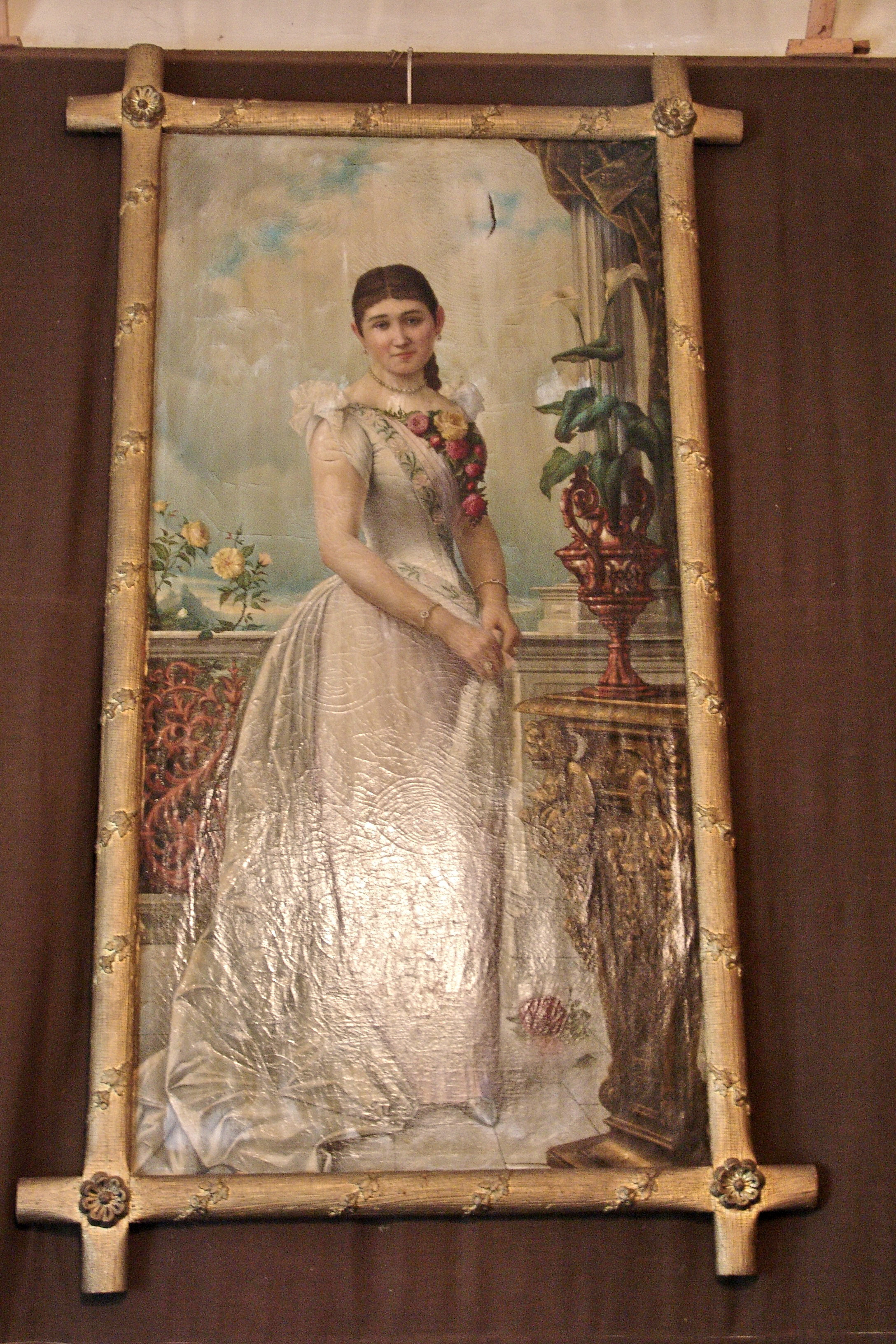
Castelul Sokolac, Novi Bečej - portretul Lenkăi Dunđerski

Filmul Santa Marija dela Salute prezintă epoca romantică în care a trăit și a scris poetul sârb Laza Kostić și, mai ales, dragostea sa neîmpărtășită pentru mult mai tânăra Lenka Dunđerski. Povestea lui Kostić începe la Veneția, în fața bazilicii Santa Maria della Salute, din cauza căreia poetul, în tinerețe, a scris o poezie în care își exprimă supărararea pe Dogele Veneției pentru că a tăiat pădurile vaste din regiunea sârbă pentru a construi această biserică. 
Filmul îi duce pe spectatori prin viața și lupta interioară a unui mare și „altfel” de om, poet, traducător, doctor în drept, jurnalist. În ultimii ani ai lui Laza, spiritul Lenkăi Dunđerski și Bazilica Santa Maria della Salute s-au împletit și au dus la crearea celebrei sale poezii.
Laza Kostić a avut cincizeci de ani când s-a îndrăgostit de Lenka Dunđerski, care avea doar nouăsprezece ani în acea vreme. Filmul urmărește lupta pentru iubirea lor imposibilă, însoțită de versurile celui mai frumos cântec de dragoste sârbesc „Santa Maria della Salute”.

## Distribuție
- Vojin Ćetković⁠(d) – Laza Kostić
- Tamara Aleksić⁠(sr)[traduceți] – Lenka Dunđerski⁠(sr)[traduceți]
- Sloboda Mićalović⁠(d) – Olga Dunđerski
- Nela Mihailović⁠(sr)[traduceți] – Sofija Dunđerski
- Aleksandar Đurica⁠(sr)[traduceți] – Lazar Dunđerski⁠(sr)[traduceți]
- Nebojša Ilić⁠(d) – Dr. Milan Savić
- Milica Grujičić⁠(sr)[traduceți] – Julijana Palanački
- Aleksandar Berček – Arhimandrit Gavrilo
- Svetlana Bojković – Ana Palanački